# Llista de pel·lícules que utilitzen més vegades la paraula «fuck»
L'ús de paraulotes a les pel·lícules sempre ha estat un fet controvertit, però la seva aparició ha augmentat molt en els darrers anys. L'ús de la paraula malsonant anglesa fuck en pel·lícules ha estat sempre envoltada d'una controvèrsia particular; el documental Fuck de 2005 està dedicat completament a aquest fenomen. Es creu que fuck és la paraula-tabú més utilitzada en les pel·lícules estatunidenques.
Aquest és una llista de pel·lícules no pornogràfiques ordenades pel nombre de vegades que s'utilitza la paraula fuck. Les pel·lícules en anglès recullen almenys 150 usos diferents d'aquesta paraula o d'alguna de les seves derivacions. Aquestes pel·lícules són un exemple clar d'ús excessiu de fuck, si es compara amb l'ús habitual de la llengua que el seu ús es xifra en 42 vegades per cada milió de paraules.

## Per nombre de repeticions
| Pel·lícula                            | Any  | Nombre de «fuck» | MInuts | Usos per minut | Font | Ref.                |
| ------------------------------------- | ---- | ---------------- | ------ | -------------- | ---- | ------------------- |
| Swearnet: The Movie                   | 2014 | 935              | 112    | 8.35           |      | [ 6 ]               |
| Fuck - un documental sobre la paraula | 2005 | 824              | 93     | 8.86           | TDB  | [ 8 ]               |
| The Wolf of Wall Street               | 2013 | 569              | 180    | 3.16           | SI   | [ 9 ] [ 10 ] [ 11 ] |
| Gutterballs                           | 2008 | 625              | 96     | 6.51           |      | [ 12 ]              |
| Summer of Sam                         | 1999 | 435              | 142    | 3.06           | PO   | [ 13 ]              |
| Nil by Mouth                          | 1997 | 428              | 128    | 3.34           | SI   | [ 14 ]              |
| Casino                                | 1995 | 398              | 178    | 2.37           | FMG  | [ 15 ]              |
| Alpha Dog                             | 2007 | 367              | 118    | 3.11           | SI   | [ 16 ]              |
| End of Watch                          | 2012 | 326              | 109    | 3.00           | KIM  | [ 17 ]              |
| Twin Town                             | 1997 | 318              | 99     | 3.21           | SI   | [ 18 ]              |
| Running Scared                        | 2006 | 315              | 122    | 2.58           | SI   | [ 19 ]              |
| Martin Lawrence Live: Runteldat       | 2002 | 311              | 113    | 2.75           | SI   | [ 20 ]              |
| Menace II Society                     | 1993 | 300              | 97     | 3.09           | PO   |                     |
| Un dels nostres                       | 1990 | 300              | 145    | 2.06           | FMG  | [ 21 ]              |
| Narc                                  | 2002 | 297              | 105    | 2.82           | FMG  | [ 22 ]              |
| Harsh Times                           | 2006 | 296              | 120    | 2.46           | SI   | [ 23 ]              |
| Made                                  | 2001 | 291              | 94     | 3.09           | FMG  | [ 24 ]              |
| Un altre dia al paradís               | 1998 | 291              | 101    | 2.88           | SI   | [ 25 ]              |
| Pride and Glory                       | 2008 | 291              | 125    | 2.32           | SI   | [ 26 ]              |
| Dirty                                 | 2005 | 280              | 97     | 2.88           | FMG  | [ 27 ]              |
| I'm Still Here                        | 2010 | 280              | 107    | 2.40           | FMG  | [ 28 ]              |
| Jarhead                               | 2005 | 278              | 123    | 2.26           | SI   | [ 29 ]              |
| Bully                                 | 2001 | 274              | 113    | 2.42           | FMG  | [ 30 ]              |
| State Property 2                      | 2005 | 271              | 94     | 2.88           | SI   | [ 31 ]              |
| Brooklyn's Finest                     | 2010 | 270              | 140    | 1.93           | SI   | [ 32 ]              |
| Reservoir Dogs                        | 1992 | 269              | 99     | 2.71           | FMG  | [ 33 ]              |
| Pulp Fiction                          | 1994 | 265              | 154    | 1.72           | FMG  | [ 34 ]              |
| El gran Lebowski                      | 1998 | 260              | 117    | 2.22           | FMG  | [ 35 ]              |
| Jay and Silent Bob Strike Back        | 2001 | 248              | 104    | 2.38           | FMG  | [ 36 ]              |
| Goon                                  | 2011 | 248              | 92     | 2.7            | IMDB | [ 37 ]              |
| Dead Presidents                       | 1995 | 247              | 119    | 2.08           | PO   |                     |
| The Boondock Saints                   | 1999 | 239              | 110    | 2.17           | FMG  | [ 38 ]              |
| Infiltrats                            | 2006 | 237              | 151    | 1.56           | SI   | [ 39 ]              |
| Empire                                | 2002 | 236              | 90     | 2.62           | FMG  | [ 40 ]              |
| True Romance                          | 1993 | 234              | 121    | 1.93           | FMG  | [ 41 ]              |
| My Name Is Joe                        | 1998 | 230              | 105    | 2.19           | SI   | [ 42 ]              |
| State of Grace                        | 1990 | 230              | 134    | 1.71           | FMG  | [ 43 ]              |
| Eddie Murphy Delirious                | 1983 | 230              | 69     | 3.33           |      | [ 44 ]              |
| Gridlock'd                            | 1997 | 227              | 91     | 2.49           | SI   | [ 45 ]              |
| Eddie Murphy Raw                      | 1987 | 223              | 90     | 2.47           | FMG  | [ 46 ]              |
| Suicide Kings                         | 1997 | 222              | 106    | 2.09           | FMG  | [ 47 ]              |
| Zack and Miri Make a Porno            | 2008 | 219              | 101    | 2.16           | SI   | [ 48 ]              |
| 30 Minutes or Less                    | 2011 | 218              | 83     | 2.17           | KIM  | [ 49 ]              |
| Black and White                       | 1999 | 215              | 98     | 2.19           | SI   | [ 50 ]              |
| American History X                    | 1998 | 214              | 119    | 1.79           | FMG  | [ 51 ]              |
| The Original Kings of Comedy          | 2000 | 213              | 115    | 1.85           | FMG  | [ 52 ]              |
| Hot Tub Time Machine                  | 2010 | 212              | 100    | 2.12           | SI   | [ 53 ]              |
| Layer Cake                            | 2005 | 210              | 105    | 2.00           | FMG  | [ 54 ]              |
| Monument Ave.                         | 1998 | 210              | 93     | 2.25           | PO   | [ 55 ]              |
| Scarface                              | 1983 | 207              | 170    | 1.21           | FMG  | [ 56 ]              |
| Spun                                  | 2002 | 203              | 101    | 2.00           | FMG  | [ 57 ]              |
| DysFunktional Family                  | 2003 | 200              | 89     | 2.24           | SI   | [ 58 ]              |
| Foolish                               | 1999 | 200              | 97     | 2.06           | SI   | [ 59 ]              |
| 8 Mile                                | 2002 | 200              | 110    | 1.81           | SI   | [ 60 ]              |
| A Bronx Tale                          | 1993 | 200              | 122    | 1.63           | FMG  | [ 61 ]              |
| I Got the Hook Up                     | 1998 | 197              | 93     | 2.11           | SI   | [ 62 ]              |
| Born on the Fourth of July            | 1989 | 196              | 145    | 1.35           | FMG  | [ 63 ]              |
| Next Day Air                          | 2009 | 193              | 84     | 2.23           | SI   | [ 64 ]              |
| Overnight                             | 2003 | 191              | 82     | 2.32           | FMG  | [ 65 ]              |
| Magnolia                              | 1999 | 190              | 188    | 1.01           | FMG  | [ 66 ]              |
| Ten Benny                             | 1996 | 190              | 108    | 1.75           | KIM  | [ 67 ]              |
| Monster                               | 2003 | 187              | 110    | 1.70           | FMG  | [ 68 ]              |
| Belly                                 | 1998 | 186              | 96     | 1.93           | SI   | [ 69 ]              |
| Hustle and Flow                       | 2005 | 186              | 115    | 1.61           | FMG  | [ 70 ]              |
| Get Rich or Die Tryin'                | 2005 | 185              | 134    | 1.38           | FMG  | [ 71 ]              |
| Clockers                              | 1995 | 185              | 128    | 1.44           | PO   | [ 72 ]              |
| Formula 51                            | 2001 | 180              | 93     | 1.93           | FMG  | [ 73 ]              |
| Flawless                              | 1999 | 178              | 112    | 1.58           | FMG  | [ 74 ]              |
| Slam                                  | 1998 | 176              | 100    | 1.76           | SI   | [ 75 ]              |
| Supersortits                          | 2007 | 176              | 114    | 1.54           | SI   | [ 76 ]              |
| The Devil's Rejects                   | 2005 | 175              | 109    | 1.61           | KIM  | [ 77 ]              |
| Poetic Justice                        | 1993 | 175              | 109    | 1.60           | PO   | [ 78 ]              |
| Pineapple Express                     | 2008 | 175              | 111    | 1.57           | SI   | [ 79 ]              |
| Project X                             | 2012 | 175              | 88     | 1.98           | KIM  | [ 80 ]              |
| Human Traffic                         | 1999 | 174              | 100    | 1.74           | PO   | [ 81 ]              |
| Tigerland                             | 2000 | 173              | 100    | 1.73           | MR   | [ 82 ]              |
| Donnie Brasco                         | 1997 | 172              | 127    | 1.35           | FMG  | [ 83 ]              |
| Backstage                             | 2000 | 170              | 86     | 1.97           | SI   | [ 84 ]              |
| The Commitments                       | 1991 | 169              | 118    | 1.43           | FMG  | [ 85 ]              |
| Grindhouse                            | 2007 | 169              | 191    | 0.88           | SI   | [ 86 ]              |
| Four Rooms                            | 1995 | 168              | 98     | 1.71           | FMG  | [ 87 ]              |
| Death of a Dynasty                    | 2003 | 167              | 93     | 1.79           | KIM  | [ 88 ]              |
| L'ombra dels culpables (Gang Related) | 1997 | 165              | 102    | 1.61           | SI   | [ 89 ]              |
| Crank 2: High Voltage                 | 2009 | 164              | 96     | 1.71           | SI   | [ 90 ]              |
| Boogie Nights                         | 1997 | 164              | 155    | 1.05           | FMG  | [ 91 ]              |
| Blood in Blood Out                    | 1993 | 163              | 190    | 0.85           | PO   | [ 92 ]              |
| The Grey                              | 2012 | 161              | 117    | 1.30           | SI   | [ 93 ]              |
| Snatch                                | 2000 | 159              | 102    | 1.55           | FMG  | [ 94 ] [ 95 ]       |
| Platoon                               | 1986 | 159              | 120    | 1.32           | FMG  | [ 96 ]              |
| Colors                                | 1988 | 157              | 120    | 1.30           | FMG  | [ 97 ]              |
| Magic Mike                            | 2012 | 156              | 110    | 1.42           | KIM  | [ 98 ]              |
| The Town                              | 2010 | 155              | 123    | 1.26           | SI   | [ 99 ]              |
| Intermission                          | 2003 | 155              | 106    | 1.46           | FMG  | [ 100 ]             |
| The Blair Witch Project               | 1999 | 154              | 86     | 1.79           | FMG  | [ 101 ]             |
| Notorious                             | 2009 | 154              | 123    | 1.25           | SI   | [ 102 ]             |
| Good Will Hunting                     | 1997 | 154              | 126    | 1.22           | FMG  | [ 103 ]             |
| Funny People                          | 2009 | 154              | 153    | 1.01           | SI   | [ 104 ]             |
| Boiler Room                           | 2000 | 153              | 118    | 1.29           | SI   | [ 105 ]             |